# Hu Shuhua
Hu Shuhua en Chino simplificado:  胡庶华; (Hunan, 24 de diciembre de 1886-17 de junio de 1968) fue un político y educador chino. 
Hu fue miembro del 2º, 3º, 4º Comité Nacional de la Conferencia Consultiva Política del Pueblo Chino.

## Biografía
Hu nació en una familia de maestros en la ciudad de Chengguan del condado de You, Hunan, el 24 de diciembre de 1886, durante el Imperio Qing. Asistió a la escuela Changsha Mingde en 1903. En 1907, fue aceptado en la Universidad Imperial de Pekín (ahora Universidad de Pekín) y se graduó en 1911, donde se especializó en lengua alemana. Después de la universidad, enseñó en la Escuela Normal Superior de Hunan y en la Escuela Changsha Mingde. En 1903, fue a Alemania para estudiar en la Universidad Técnica de Berlín a expensas del gobierno. En 1920, se unió al Kuomintang en Berlín.
Hu regresó a China en 1922. Se convirtió en el presidente de la Universidad de Hunan en 1923. En 1924, se convirtió en profesor en la Universidad Nacional de Wuchang. Fue nombrado Director de la Oficina de Educación del gobierno de Zhejiang en 1925. En la primavera de 1926, fue director de la fábrica de Shanghai Steel Plant. En 1927, trabajó como director de fábrica de Hanyang Arsenal.
En junio de 1929, comenzó como presidente de la Universidad Tongji. En 1931, fue elegido legislador del Yuan Legislativo.
En 1932, ocupó el cargo de presidente de la Universidad de Hunan por segunda vez. Escribió la letra de la canción de la Universidad de Hunan en 1933.
En agosto de 1935, comenzó como presidente de la Universidad de Chongqing y ocupó ese cargo hasta julio de 1938. Escribió la letra de la canción de la Universidad de Chongqing en 1936.
En noviembre de 1939, fue nombrado presidente de la Universidad del Noroeste, cargo en el que estuvo hasta febrero de 1941.
Fue presidente de la Universidad de Hunan desde septiembre de 1940 hasta agosto de 1943, y nuevamente desde febrero de 1945 hasta junio de 1949.
Después del establecimiento de la República Popular China (PRC), se convirtió en profesor en la Universidad de Ciencia y Tecnología de Beijing.
Se unió al Partido Comunista de China en 1961.
Durante la Revolución Cultural, sufrió persecución política y maltrato por parte de los Guardias Rojos.
Hu murió en Beijing el 17 de junio de 1968.